# Lijst van voetbalinterlands Bulgarije - Schotland
Deze lijst van voetbalinterlands is een overzicht van alle officiële voetbalwedstrijden tussen de nationale teams van Bulgarije en Schotland. De landen hebben tot op heden zes keer tegen elkaar gespeeld. De eerste ontmoeting was een vriendschappelijke wedstrijd in Glasgow op 22 februari 1978. Het laatste duel, eveneens een vriendschappelijke wedstrijd, werd gespeeld op 11 mei 2006 tijdens een toernooi in het Japanse Kobe.

## Wedstrijden
| № | Plaats  | Datum             | Competitie           | Wedstrijd             | Uitslag |
| - | ------- | ----------------- | -------------------- | --------------------- | ------- |
| 1 | Glasgow | 22 februari 1978  | Vriendschappelijk    | Schotland − Bulgarije | 2 − 1   |
| 2 | Glasgow | 10 september 1986 | EK 1988 kwalificatie | Schotland − Bulgarije | 0 − 0   |
| 3 | Sofia   | 11 november 1987  | EK 1988 kwalificatie | Bulgarije − Schotland | 0 − 1   |
| 4 | Sofia   | 14 november 1990  | EK 1992 kwalificatie | Bulgarije − Schotland | 1 − 1   |
| 5 | Glasgow | 27 maart 1991     | EK 1992 kwalificatie | Schotland − Bulgarije | 1 − 1   |
| 6 | Kobe    | 11 mei 2006       | Vriendschappelijk    | Schotland − Bulgarije | 5 − 1   |

## Samenvatting
| Competitie        | Totaal gespeeld | Winst Bulgarije | Gelijk | Winst Schotland | Doelsaldo Bulgarije – Schotland |
| ----------------- | --------------- | --------------- | ------ | --------------- | ------------------------------- |
| EK-kwalificatie   | 4               | 0               | 3      | 1               | 2 – 3                           |
| Vriendschappelijk | 2               | 0               | 0      | 2               | 2 – 7                           |
| Totaal            | 6               | 0               | 3      | 3               | 4 – 10                          |

Wedstrijden bepaald door strafschoppen worden, in lijn met de FIFA, als een gelijkspel gerekend.